# Isabel Gemio Cardoso
Isabel Gemio Cardoso (Alburquerque, Badajoz, 15 de gener de 1961) és una periodista i presentadora espanyola.
Va començar a treballar a Radio Extremadura, més tard a Ràdio Barcelona com Isabel Garbí. El 1983 comença a la televisió amb el concurs infantil Los Sabios de TVE.

## Premis
- TP d'Or (1994) Mejor Presentadora, Lo que necesitas es amor.
- TP d'Or (1996) Mejor Presentadora, Sorpresa ¡Sorpresa!.
- Garbanzo de Plata (1996)
- Micrófono de Plata (2005), Te doy mi palabra.
- Antena de Oro (2006), Te doy mi palabra.

## TV
- Los Sabios (1983-1984) TVE.
- Tal Cual (TVE) (1989) TVE.
- 3X4 (1989-1990) TVE.
- Arco de Triunfo (1991) TVE.
- Juegos sin fronteras (1991) TVE.
- Acompáñame (1992) TVE.
- Lo que necesitas es amor (1993-1994) Antena 3.
- Esta noche, sexo (1995) Antena 3.
- Hoy por ti (1996) Antena 3.
- Sorpresa ¡Sorpresa! (1996-1998) Antena 3.
- Hablemos claro (1999-2000) Canal Sur.
- Noche y día (2001) Antena 3.
- De buena mañana (2002) Antena 3.
- Hay una carta para ti (2002-2004) Antena 3.
- Sorpresa ¡Sorpresa! (2007) Antena 3.
- Cuéntaselo a Isabel (2008-2009) Canal Extremadura TV.
- Todos somos raros, todos somos únicos (2014) TVE.

## Ràdio
- Radio Extremadura
- Ràdio Barcelona: La chica de la radio, Cita a las cinco, El Diván…
- Cadena Rato
- Radio Nacional de España